# Тешки пешадијски топ 150 mm сИГ 33 (15 cm sIG 33)
Немачки тешки пешадијски топ сИГ 33 калибра 150 mm је био стандардни пешадијски топ за блиску подршку немачке војске током Другог светског рата. 

## Развој и борбена употреба
Ово оруђе је једно од најстаријих које је немачка војска користила у Другом светском рату. Први пут се појавило 1927. године у наоружању чета тешке артиљерије у саставу пешадијских пукова. СИГ 33 је такође био и најтеже оруђе које је икада било класификовано као пешадијски топ у било којој армији. Био је конвенционалне конструкције, једноставан и робустан и одлично се показао у експлоатацији чак и у најгорим условима. Једина замерка коју су његови корисници имали односила се на превелику тежину. Због тога је конструисана лакша верзија топа СИГ 33 која је тестирана 1938. године. Међутим, она је показала слабе резултате и од ње се одустало по избијању рата. СИГ 33 је користио више врста муниције; гранате са високо-експлозивним пуњењем, димне и кумулативне гранате као и специјалну лепљиву бомбу тежине 27 kg која је била намењена за уништавање непријатељских фортификација.

## Самоходне варијанте
СИГ 33 је први пут монтиран на шасију немачког лаког тенка Панцер I. Нови топ је био уграђен фиксно у борбено одељење тенка са којег је уклоњена купола и које је са три стране било заштићено оклопним плочама. Током експлоатације овакво решење се није показало као најсретније зато што је шасија била преоптерећења, а снажни трзај топа током опаљења је био у стању да преврне читаво возило. Пошто се шасија тенка Панцер I показала неадекватном у наставку производње овај топ монтиран је на шасију тенка Панцер II, а касније и на шасију тенка Панцер III након што је повучен из борбених јединица. Самоходно артиљеријско возило базирано на шасији тенка Панцер IV, под називом Брумбер било је наоружано незнатно модификованом верзијом овог топа која је носила ознаку 15 cm СтуХ 43.